# 関ヶ原 (アートディンク)
『関ヶ原』（せきがはら）は、アートディンクから1991年に発売されたPC-98用歴史シミュレーションゲーム。PC-98版以外にFM TOWNS版も発売された。2000年には「ARTDINK BEST CHOICEシリーズ」の第6弾としてWindows版も発売され、ダウンロード販売も行われている。公式にWindows 2000には対応と発表されているが、XP以降への対応は言及されていない。2007年4月1日よりプロジェクトEGGにて配信されている(2019年1月29日より再配信)。
1995年6月に続編である『合戦 関ヶ原』が発売された。こちらはPC-98版のみの発売で、本作よりも戦闘部分に重点が置かれていた。
なお、トンキンハウスのPCエンジン用歴史シミュレーションゲーム『関ヶ原』や、ディースリー・パブリッシャーのPlayStation 2用アクションゲーム『THE 合戦 関ヶ原』のような類似した題名の作品が発売されているが関連性はない。

## 概要
本作は、慶長5年9月15日（1600年10月21日）に起きた関ヶ原の戦いを題材としており、東軍を率いる徳川家康か西軍を率いる石田三成を選択し、合戦の勝利がプレイヤーの目的となる。それ以外に作中に登場する武将も有力な者のみとなっている。本作は合戦およびその前の外交工作・情報工作に特化しており、光栄（後のコーエー）の「信長の野望シリーズ」など他作品に見られる領国経営など内政要素は本作にはない。また各武将のグラフィックは肖像画をもとにしたものが使われている。
リアルタイムでゲームは進行し、プレイヤー側同様コンピュータ担当の敵方も工作などを仕掛けてくる。そのためゲームスピードの設定が難易度に直結している。プレイヤー側がコマンド選択中は時間経過が一時中断し、コマンドを出すと再び時間経過が始まる。
二部構成となっており、第一部「権謀術数編」は合戦の1ヶ月前から始まる。第一部でのプレイ内容が第二部「関が原の戦い編」に引き継がれ、集めた兵力を駆使して合戦勝利を目指すこととなる。第一部を飛ばして第二部から始めることもでき、その場合は合戦前夜から始まり、ほぼ史実通りの陣容を率いることとなる。

## 第一部
第一部では外交でできるだけ多くの武将を味方に付け参陣させること、および敵方を極力参陣させないようにすることが目的となる。
画面の日本地図は勢力図・街道図・繁栄図の3種類に表示を切り替えることができる。また地図自体も地勢を反映した衛星写真表示か、ワイヤーフレーム表示かを選択できる。
外交は書状を送付することによりさまざまな文面で懐柔や脅迫を行ったり、密約を結んだりできる。またただ味方に付けただけでは各武将は出陣してくれないため、出陣するよう要請する必要がある。それ以外には、味方武将に敵方の進軍を足留めするように要請したり、味方に付くよう武将の説得を家康は北政所に、三成は豊臣秀頼と淀殿に頼んだりすることもできる。
また情報工作も重要で、武将情報や現時点での勢力を把握するためには情報収集を定期的に行う必要がある。あるいは敵方に間者を放ち情報撹乱を行ったり、その逆に敵方の工作や連絡を妨害したりすることもできる。武具や兵糧を商人から買うこともできる。武具は他の武将に配ることはできず本陣専用だが、不足していると味方からも侮られる原因ともなり得る。兵糧は余分に運ぶことで他の武将に酒として配ることもできる。
ある程度合戦の準備が整ったら、関ヶ原を目指して出陣することとなる。出陣には実戦部隊以外に兵糧を運ぶ輜重隊も必要となり、バランスよく構成する必要がある。

## 第二部
第二部は合戦前夜から始まり、軍議が開かれる。軍議では武将の布陣を移動させたり、翌日の先鋒となる武将を決めたりできる。ただし移動中に敵と遭遇すると被害が甚大となり、また大きく移動するのは疲労が大きく翌日の合戦に響くため、小規模の移動に留めるようにマニュアルにも記載されている。また先鋒を買って出る武将もおり、こうした武将は活躍する確率が高い。逆に消極的な返答をする場合には寝返りやすい。軍議は午前3時になるかプレイヤーが終了するよう操作すると終了し、夜が明ける。
夜が明けると合戦となる。味方武将は寝返ることは少ない「本体」、味方に付くと約束は得ている「荷担軍」、敵味方どちらに付くか分からない「内応軍」の3グループに分けて表示される。敵の陣容を見て武将に攻撃を仕掛けるよう命令を出すこととなるが、場合によっては先鋒の武将が独断で先陣を切ることもあり、攻撃を中止するよう命令する必要があることもある。
味方の各武将には8種ある陣形の変更と「懸かれ」（戦闘開始）、「引け」（布陣位置へ戻る）、「動くな」（待機）といった命令以外に、場合に応じて弁当を取らせたり勝ち鬨を上げさせたり、さらには酒宴を開かせたりすることもできる。またわずかながら布陣を移動させることもできる。
敵味方のはっきりしない武将に対しては、伝令を送って説得工作を行ったり酒を送ったりすることで味方に付けることができることもある。説得工作は返答から分かる武将の性格に応じて行うことで成功率が高くなる。恩賞の約束は効果的だが、あまり繰り返すと信頼を失い敵方に付くこともある。どうしても味方に付かない場合には忍びにより暗殺することもできる。
本陣に対してもコマンドを出すことができる。本陣の位置や方向を変更できるほか、立って声援を送ったり、空の弁当を食べ余裕を見せ付けることもできる。一方、戦況によって主人公が思わず立ち上がってうろたえることもあり、その場合は座って落ち着かせる必要がある。また追い込まれて多くの武将が敵の内応軍となった場合、切腹を口にしてそれを止めてくれる武将がいた場合、思い止まることで信頼を回復して起死回生を図ることができることもある。ただしいずれも戦況によっては逆効果ともなり得る。
兵糧がなくなる、士気が一定以下まで下がる、大将が討ち取られるなどした軍は敗走していく。日が落ちると夜となり、再び軍議が開かれる。
合戦に勝利すると味方武将に対し論功行賞を行うことができるが、その内容がゲームに反映されることはなく、そのままエンディングとなる。